# Billboard Top Country Albums
Die Top Country Albums des Billboard-Magazins gelten als wichtigste Alben-Charts für das Genre Country-Musik. Die Liste beruht auf Verkaufszahlen in den Vereinigten Staaten und wird durch Nielsen SoundScan berechnet. Die Hitparade wurde erstmals am 11. Januar 1964 als Hot Country Albums veröffentlicht. Die entsprechende Billboard-Hitparade für Country-Singles heißt Hot Country Songs. 